# Festa festa (Musicanova)
Festa festa è un album dei Musicanova, pubblicato nel 1981.

## Tracce
1. Vento del sud - 4'10"
2. Canzone della fortuna - 4'18"
3. Ex Voto - 4'08"
4. Canzone per Iuzzella - 3'04"
5. Te saluto Milano - 3'31"
6. L'acqua e la rosa - 4'33"
7. M'è venuta 'va voglia - 4'35"
8. A la festa - 5'54"
9. Nannaré - 2'42"

## Formazione
- Carlo D'Angiò - voce
- Maria Luce Cangiano - voce
- Eugenio Bennato - voce, chitarra, mandoloncello
- Mauro Di Domenico - chitarra, mandoloncello
- Alessandro Centofanti - tastiera
- Ernesto Vitolo - pianoforte
- Claudio Bazzari - chitarra elettrica
- Tony Cercola - percussioni
- Sabatino Romano - batteria
- Riccardo Romei - basso, contrabbasso
- Ellade Bandini - batteria
- Tony Esposito - percussioni
- Alfio Antico - tamburello
- Pippo Cerciello - viola, violino
- Gianni Perilli - fiati